# Constantin Sandu
Constantin Sandu, (n. 1964) este un pianist luso-român, născut în București, profesor de pian la Școala Superioară de Muzică și de Arte din Porto.
A primit premii internaționale, precum: 
- "Senigallia 1980" (2º).
- "Viotti-Valsesia 1981" (1º).
- "Paloma O’Shea" – Santander 1984 (Mențiune).
- "Epinal 1985" (2º).
- "Maria Canals" – Barcelona 1985 (3º și premiul special “Alberto Mozzatti”).